# Derung
Pour les articles homonymes, voir Dulong.

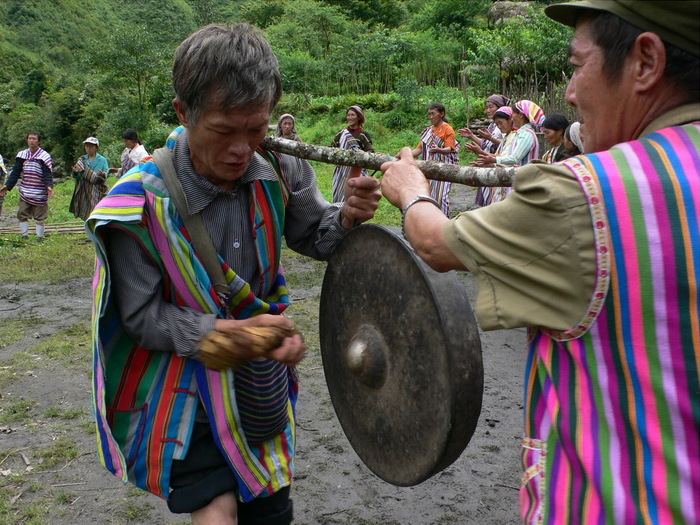
Danse traditionnelle derung

Le peuple Derung (ou Drung ou Dulong; chinois simplifié : 独龙族 ; chinois traditionnel : 獨龍族 ; pinyin : Dúlóng zú) est un groupe ethnique. Les Drung forment un des 56 groupes ethniques officiellement reconnus par la république populaire de Chine. Ils sont environ 6 000 dans la province du Yunnan, dont 600 le long de la rivière Nu Jiang dans le nord du district de Gongshan.
La plupart des Drung sont animistes, bien que quelques-uns soient chrétiens.

## Langue
La langue derung (ou drung) appartient à la branche tibéto-birmane des langues sino-tibétaines. Il n'existe pas de langue écrite. Les peuples Derung et Anung sont de la même origine et parlent en quelque sorte la même langue. Ils partagent une parenté de terminologie ainsi que d’autres caractéristiques culturelles. Les deux peuples pensent qu’ils sont frères et sœurs.

### Source de l’article
- Sūn Hóngkāi 孙宏开: Dúlóngyǔ jiǎnzhì 独龙语简志 (Introduction à la langue Derung; Běijīng 北京, Mínzú chūbǎnshè 民族出版社 1982).